# Philonotis nanothecioidea
Philonotis nanothecioidea là một loài rêu trong họ Bartramiaceae. Loài này được Paris & Broth. mô tả khoa học đầu tiên năm 1904.